# Papa Primus od Aleksandrije
Papa Primus od Aleksandrije je služio kao patrijarh Aleksandrije - poglavar crkve od koje potiču današnja Koptska crkva i Aleksandrijska pravoslavna crkva - od 106. do 118. Slavi se prema koptskom Synaxarion na treći dan Mesorija.